# میر افضل تونی
میر افصح الحسینی معروف به میر افضل تونی  از مشهورترین استادان نگارگری قرن دوازدهم هجری قمری و از شاگردان رضا عباسی بوده و از شیوه او پیروی می‌کرده است. افضل تونی در ترسیم نقوش بزمی و رزمی، ارائه تصاویر عاشقانه، رنگ آمیزی و زیبانگاری استعدادی فراوان داشته است.

## آثار
از مهمترین آثار او می‌توان به نگاره نسخه خطی گلستان سعدی اثر میر عماد حسنی و شاهنامه مصور شاه عباس دوم اشاره کرد.